# Садовое кольцо
Садо́вое кольцо́ — круговая магистральная система улиц в центре Москвы. Длина — 15,6 км, ширина — 60—70 м.

## История
Вскоре после набега на Москву орд крымского хана Казы-Гирея, в 1591—1592 гг. по повелению Бориса Годунова вокруг Москвы был насыпан земляной вал, представлявший собою замкнутое кольцо протяжённостью около 16 км. Поверх него была выстроена дубовая стена высотой до 5 м, с 34 выездными и примерно ста глухими башнями. Снаружи вдоль вала прорыли ров и заполнили его водой. Вал, построенный удивительно быстро, всего за год, москвичи называли «Скородомом». Так же называлась и часть города, известная также как Деревянный, а позднее — Земляной город — территория между валом и Белым городом, а также Москвой-рекой. Земляной город населяли ремесленники, крестьяне и мелкие торговцы, тогда как Замоскворечье — в основном стрельцы, почему оно часто называлось Стрелецкой слободой.
В Смутное время (1598—1613) деревянные стены и башни сгорели. Сам же вал остался и вскоре был надсыпан, а поверх него построили «острог» — частокол из толстых брёвен, заострённых кверху.

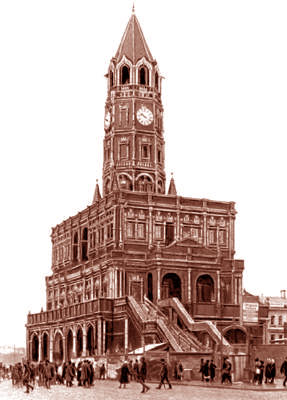
Сухарева башня

К концу XVII века Земляной вал утратил своё значение как фортификационное сооружение, превратившись в таможенную границу города. Перед въездами в город возникают рынки, из них наиболее известны Сухаревский и Смоленский.
К концу XVIII века острог и вал постепенно разрушились, местами вал был срыт, в результате чего образовались просторные площади и проезды. В пожар 1812 года почти все строения по обе стороны вала были уничтожены огнём.
По проекту Комиссии для строения Москвы, утверждённому в 1816 году, остатки вала было предложено снести, обмелевший и осыпавшийся ров — засыпать, а на их месте создать широкую кольцевую улицу, мощёную булыжником. Под мостовую и тротуары отводилось 25 м из общего расстояния между двумя линиями домов, уже тогда достигавшего 60 м. На остальном пространстве домовладельцы были обязаны устроить палисадники из насаждений по своему вкусу. Так было положено начало Садовому кольцу.
К 1830 году, за некоторыми исключениями, проект был реализован. Без палисадников остались участки Садового кольца, расположенные в Замоскворечье, а также площади. Зубовский и Смоленский валы стали общественными бульварами, а Новинский вал, как место народных гуляний, до 1877 года оставался широкой площадью.
В 1870-х были проложены пути для трамваев на конной тяге (конка), которую в 1912 году сменили трамваи на электрической тяге. Маршрут назывался «Б» (в просторечье — «букашка»).
В начале XX века на кольце на месте малоэтажных домов началось интенсивное строительство многоэтажных коммерческих, административных и жилых зданий. На многих улицах и площадях, входивших в состав Садового кольца, шли ожесточённые уличные бои во время Революции 1905 года. Западная часть кольца густо покрылась баррикадами, защищавшими рабочие районы от наступавших царских войск.
В октябре 1917 года многие участки Садового кольца стали местом кровопролитных схваток между правительственными войсками и большевистскими отрядами Красной гвардии за контроль над центром города. Особо упорные бои происходили в районе Крымской, Зубовской и Кудринской площадей. Акт о капитуляции правительственных войск был подписан в одном из зданий на Садовой-Триумфальной улице.
После революции реквизированные у собственников доходные дома были заселены рабочими, кольцо стало застраиваться жилыми и общественными зданиями. Были ликвидированы вначале Сухаревский, а затем и Смоленский рынки.

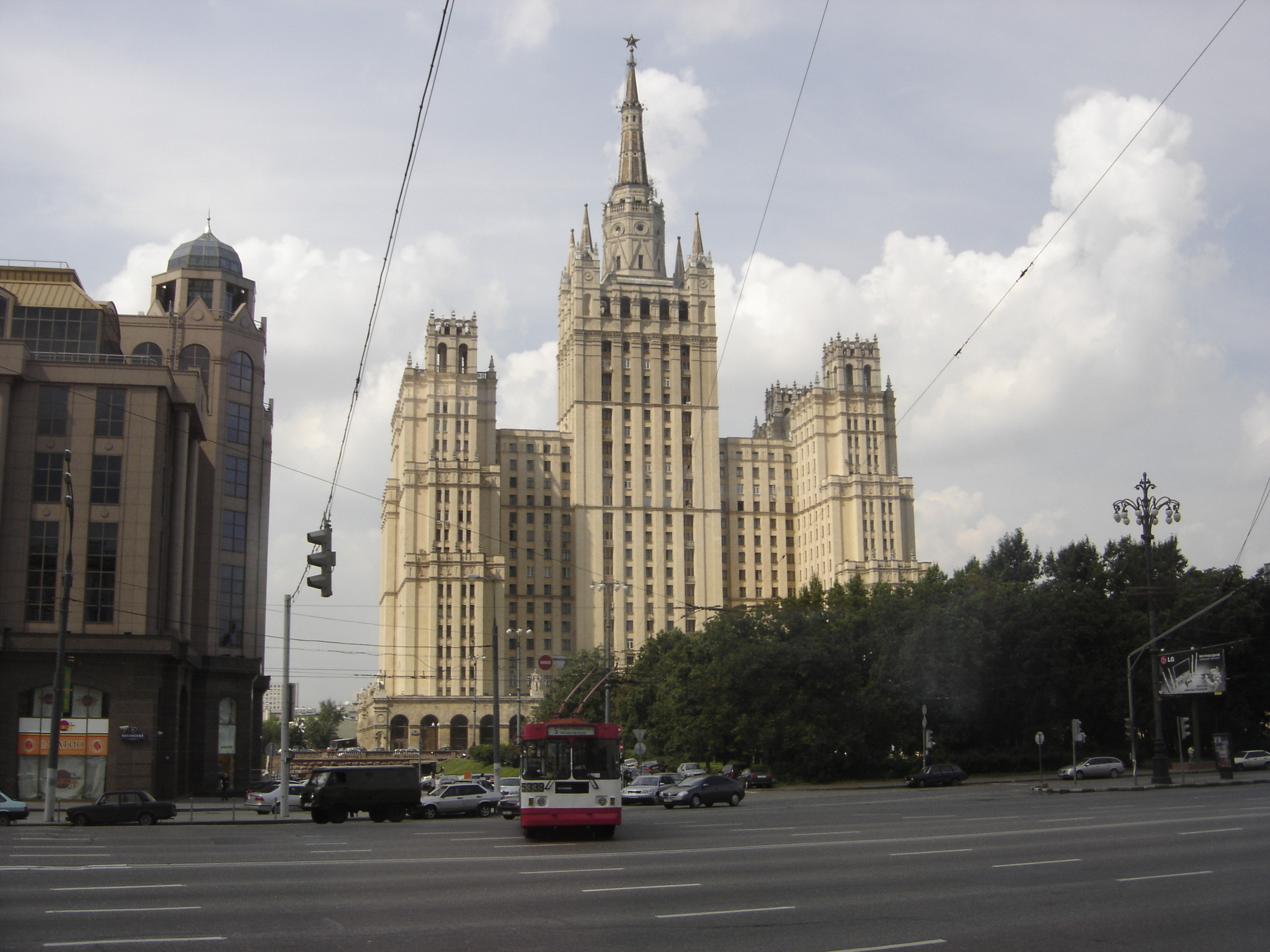
Садовое кольцо рядом с Кудринской площадью

В 1930-х, в соответствии с планом Кагановича по перепланировке Москвы, Садовое кольцо было соединено[чем?] и заасфальтировано. Участок от Садово-Земляной улицы до площади Восстания был реконструирован и заасфальтирован в 1936 году. В 1937 году для расширения проезжей части и защиты от химической атаки была снесена вся линия садов. Через Москву-реку были переброшены новые мосты — Крымский и Большой Краснохолмский мост. В 1936—1937 трамваи линии Б сменили троллейбусы. Полностью кольцевое движение троллейбусов было организовано лишь в 1963 году.
В 1941 году на некоторых участках Садового кольца были возведены мощные оборонительные укрепления и узлы сопротивления. 17 июля 1944 года, после разгрома немецких войск в Белоруссии, по Садовому кольцу прошёл марш немецких военнопленных.
После войны реконструкция Садового кольца возобновилась с ещё большим размахом. В 1948—1954 гг. на Садовом кольце были возведены три из семи «сталинских высоток» (Здание Министерства иностранных дел России, Жилой дом на Кудринской площади и Высотное здание на площади Красных Ворот). В начале 1950-х была построена Кольцевая линия Московского метрополитена, южная часть которой (от станции «Курская» до станции «Парк культуры») прошла под Садовым кольцом. С 1960-х годов улицы постепенно превратились в проспекты с тоннелями, развязками, эстакадами и подземными переходами в наиболее загруженных местах — на Крымской, Самотёчной, Таганской, Добрынинской, Октябрьской площадях, площади Маяковского (Триумфальной) и на пересечении с проспектом Калинина (Новым Арбатом).
С июля 2016 года маршрут Б и другие троллейбусные маршруты, следовавшие по Садовому кольцу, обслуживаются автобусами. Изначально замена троллейбусов планировалась временной, однако в июле 2017 было объявлено, что троллейбусов на Садовом кольце не будет.

## Улицы и площади

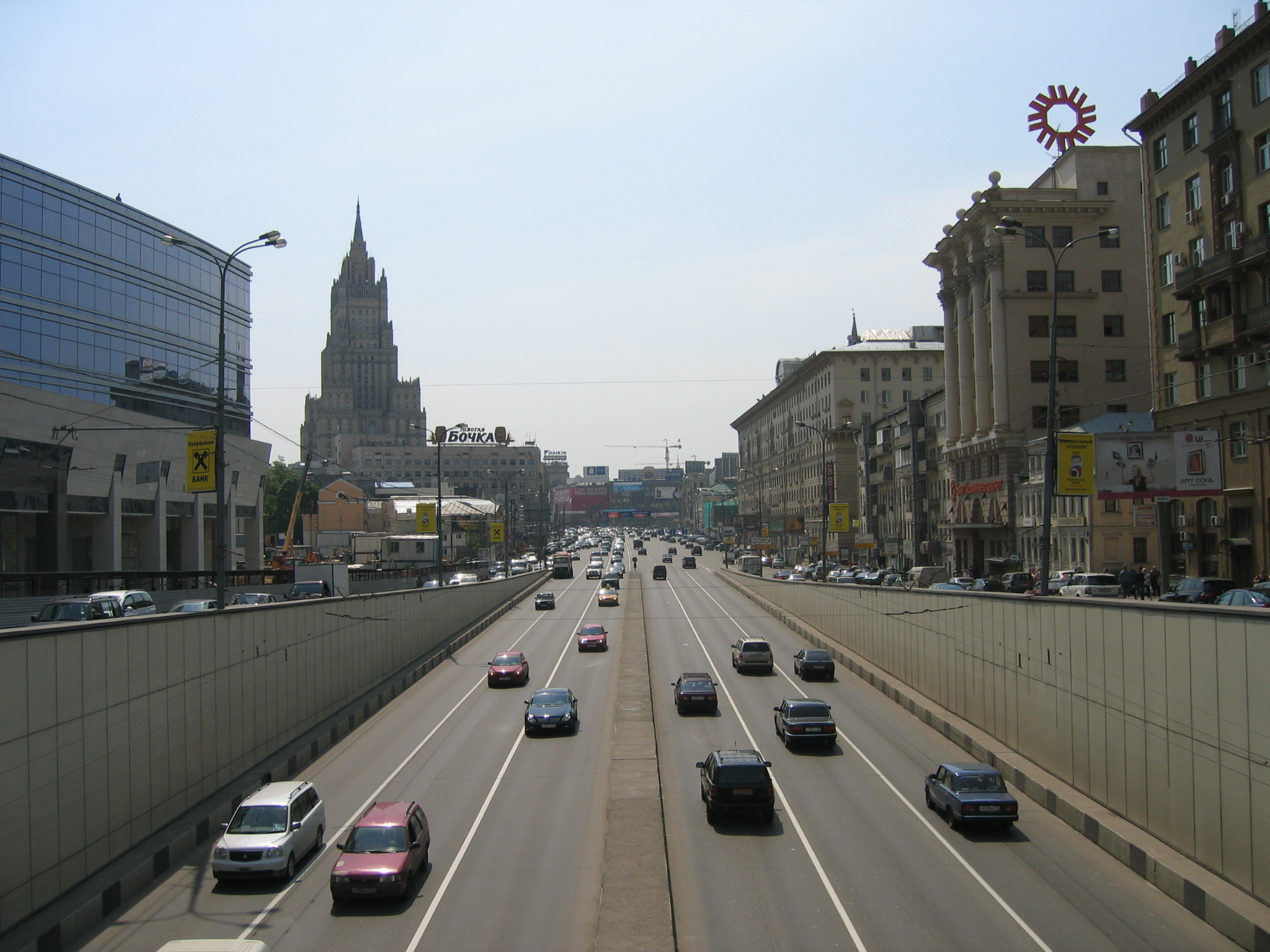
Садовое кольцо у пересечения с Новым Арбатом

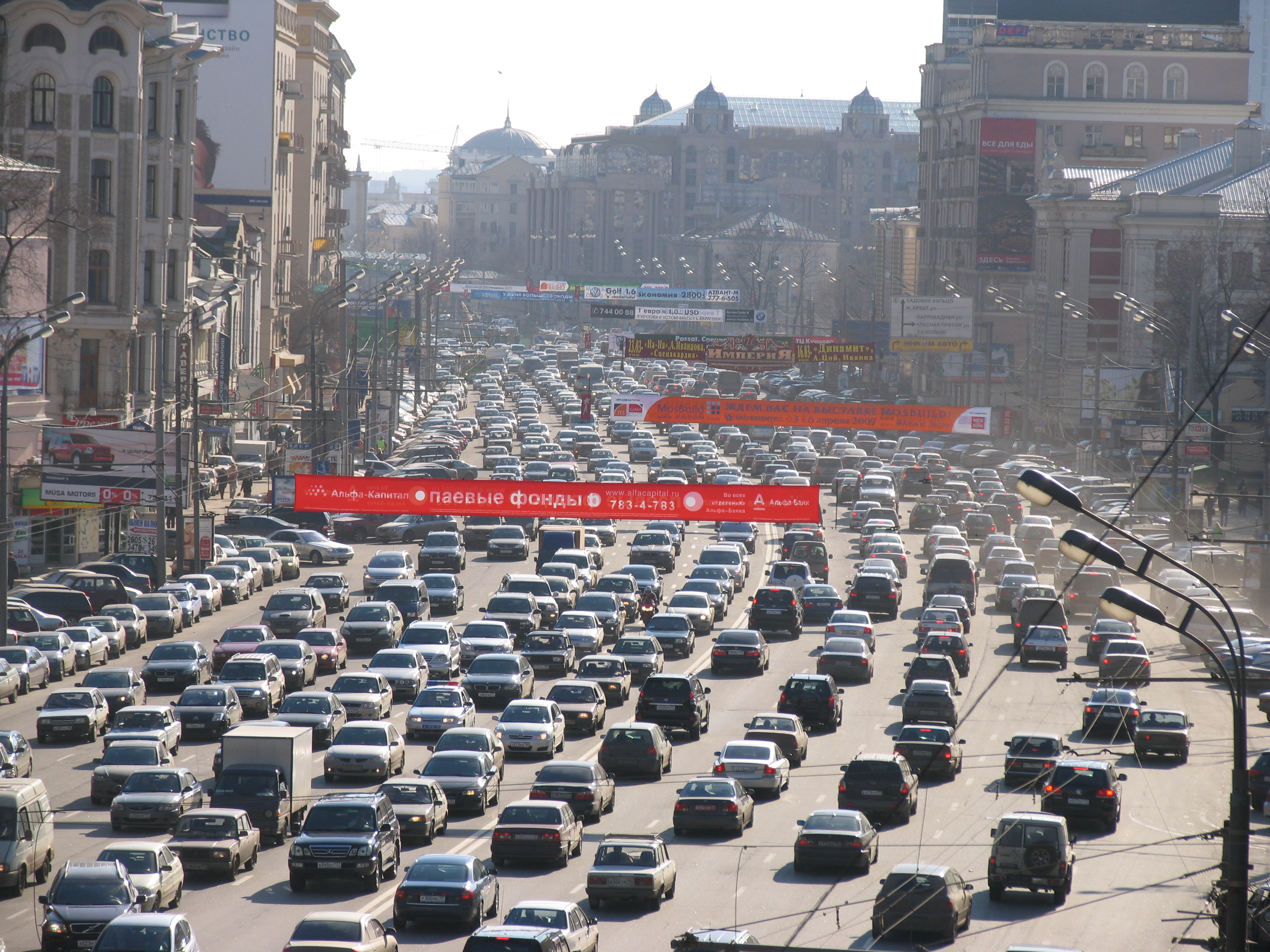
Пробка на Садовой-Кудринской. Вид со стороны улицы Красина

По часовой стрелке (от Тверской улицы):
- Триумфальная площадь
- Садовая-Триумфальная улица
- Садовая-Каретная улица
- Садовая-Самотёчная улица
- Самотёчная площадь
- Садовая-Сухаревская улица
- Малая Сухаревская площадь
- Большая Сухаревская площадь
- Садовая-Спасская улица
- Площадь Красные Ворота и Лермонтовская площадь
- Садовая-Черногрязская улица
- Площадь Земляной Вал и площадь Цезаря Куникова
- Улица Земляной Вал c площадью Курского Вокзала
- Таганская площадь
- Нижняя Краснохолмская улица
- Улица Зацепский Вал с Павелецкой площадью
- Валовая улица
- Серпуховская площадь
- Улица Коровий Вал и Житная улица
- Улица Крымский Вал c Калужской площадью
- Крымская площадь
- Зубовский бульвар
- Зубовская площадь
- Смоленский бульвар
- Смоленская-Сенная площадь
- Смоленская площадь
- Новинский бульвар
- Кудринская площадь
- Садовая-Кудринская улица
- Большая Садовая улица

Также на кольце фактически находятся:
- Оружейный переулок для поворота с/на Долгоруковскую улицу и разворота на Триумфальной площади
- Известковый переулок для движения не используется, но дома фактически находятся на кольце

## Мосты и тоннели

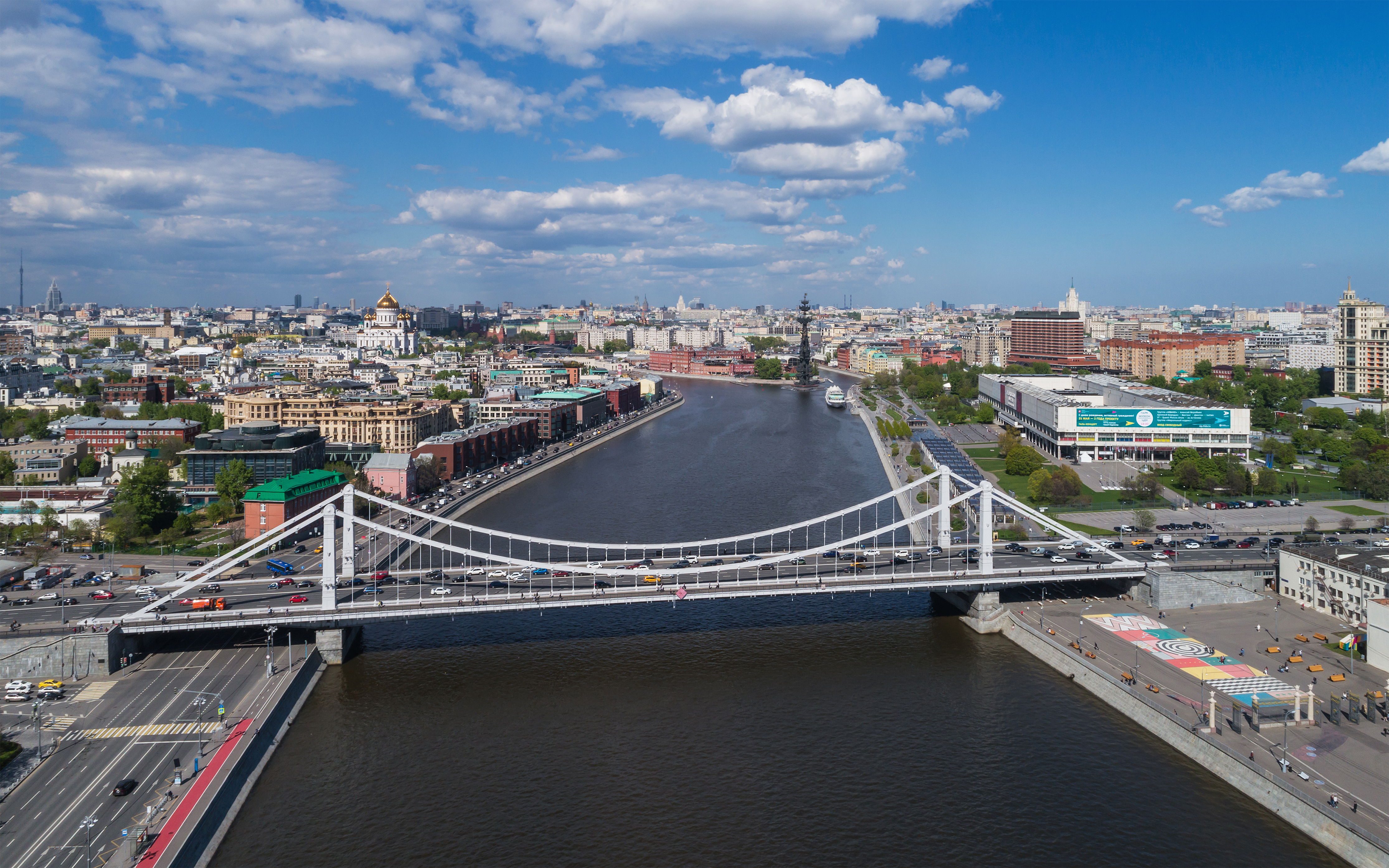
Крымский мост

- Маяковский тоннель (под Триумфальной площадью)
- Самотёчная эстакада (над Самотёчной площадью)
- Высокояузский мост (через Яузу)
- Ульяновская эстакада (над Николоямской улицей)
- Таганский туннель (под Таганской площадью)
- Большой Краснохолмский мост (через Москву)
- Малый Краснохолмский мост (через Водоотводный канал)
- Добрынинский тоннель (под Серпуховской площадью)
- Октябрьский туннель (под Калужской площадью)
- Крымский мост (через Москву)
- Крымская эстакада (над Крымской площадью, перпендикулярно Садовому кольцу)
- Чайковский (Новоарбатский) туннель (под Новым Арбатом)

## Транспорт

### Метро и поезда
Параллельно Садовому кольцу частично проходит Кольцевая линия Московского метрополитена (участок «Курская» — «Парк культуры»). На Садовое кольцо  имеются выходы с шести из двенадцати станций этой линии, а также с некоторых станций радиальных линий (см. ниже). Также в непосредственной близости от кольца расположены 2 железнодорожных вокзала — Курский и Павелецкий.
По часовой стрелке (от Тверской улицы):
- Маяковская
- Сухаревская
- Красные Ворота
- Курская /  Курская /  Чкаловская /    Курский вокзал
- Таганская /  Таганская /  Марксистская
- Павелецкая /  Павелецкая /  Павелецкий вокзал
- Добрынинская /  Серпуховская
- Октябрьская /  Октябрьская
- Парк культуры /  Парк культуры
- Смоленская
- Смоленская

### Наземный транспорт

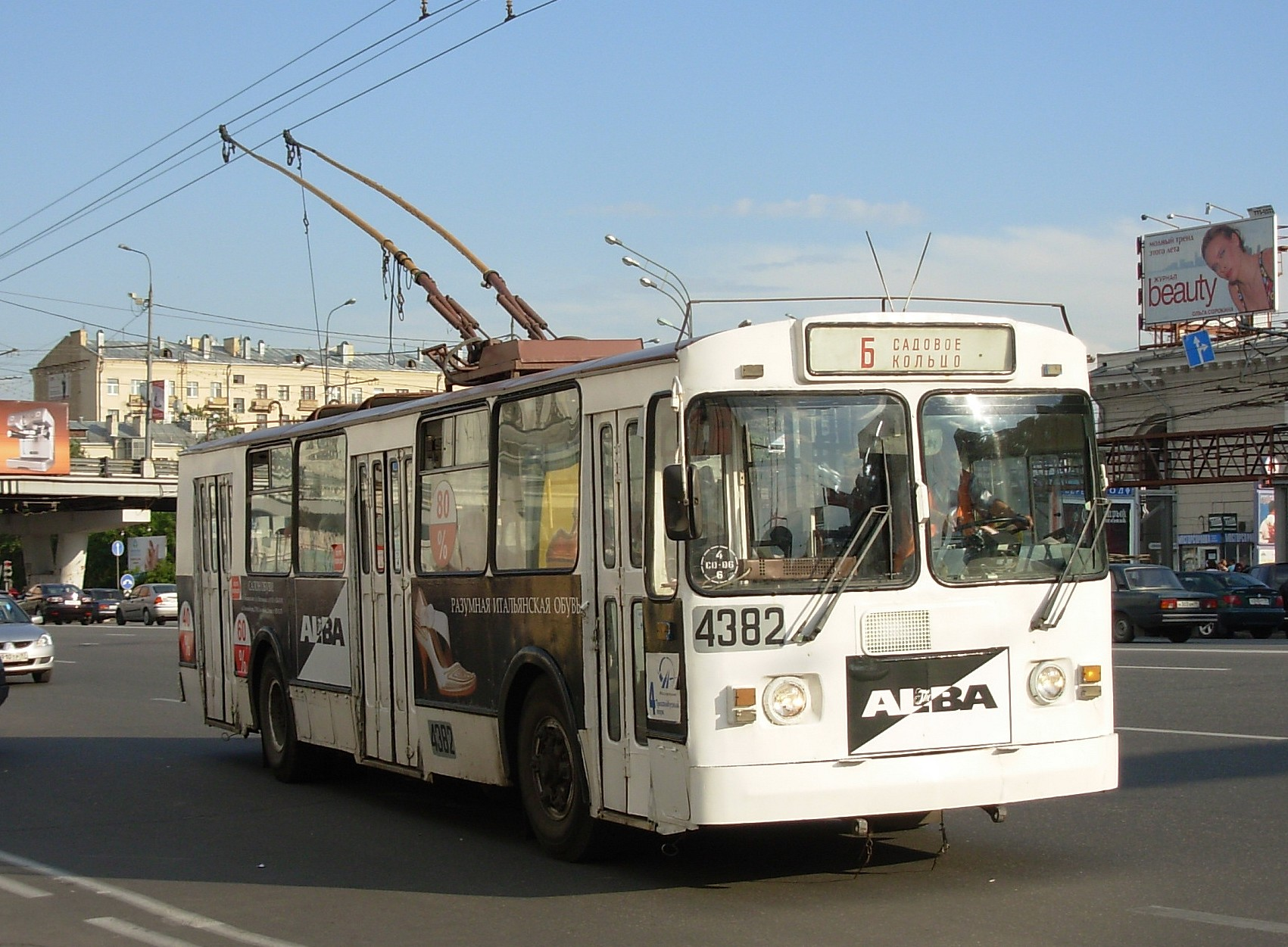
«Букашка» в троллейбусном исполнении

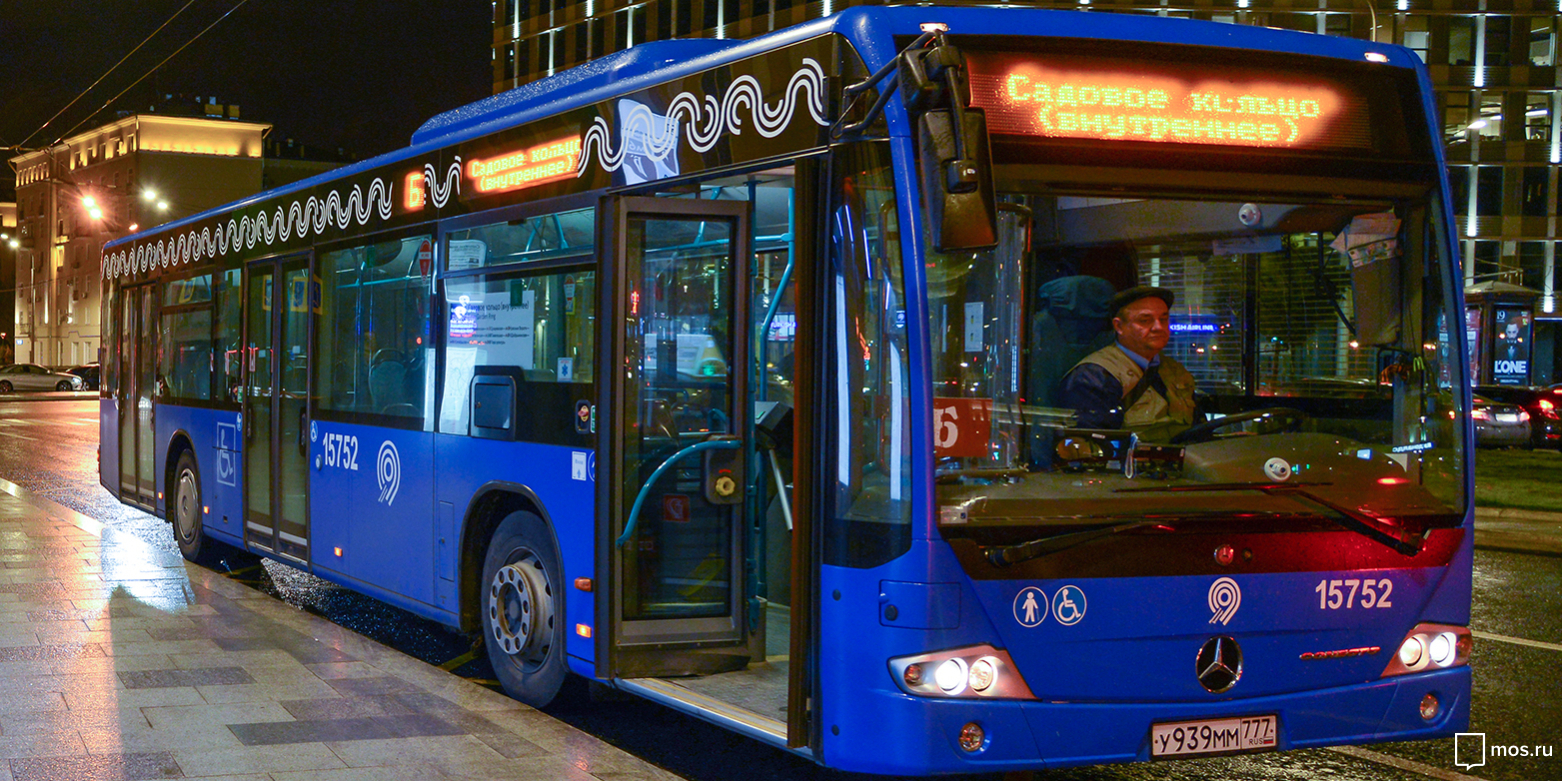
«Букашка» в автобусном исполнении

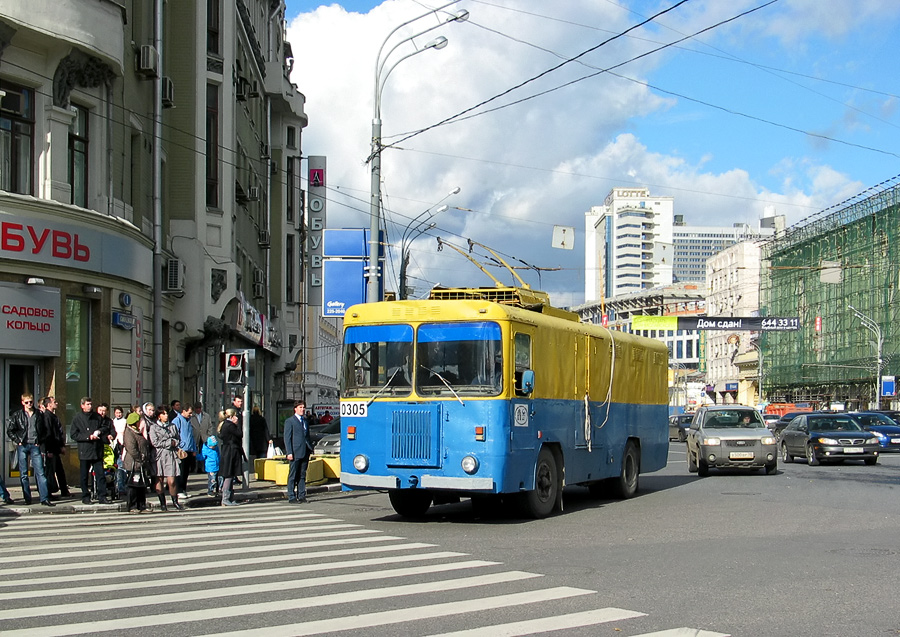
Грузовой троллейбус, Смоленская-Сенная площадь

Трамвайных линий вдоль Садового кольца нет с 1950-х годов, единственная линия пересекает его на Павелецкой площади (маршруты А, 3, 39).
До июня 2016 года по всему Садовому кольцу следовал кольцевой маршрут троллейбуса Б («Букашка»). Работали и другие троллейбусные маршруты (№ 3, 9, 10, 39, 47, 79). Сейчас на этих маршрутах (в том числе и на «Букашке») работают автобусы. Возвращение троллейбусных маршрутов не планируется, хотя изначально объявлялось, что замена на автобус временная. В настоящее время контактная сеть троллейбуса на Садовом кольце полностью снята.
По Садовому кольцу ходят следующие автобусные маршруты:
- Б, Бк — по всему Садовому кольцу, в дневное время часть автобусов следует по Комсомольскому проспекту до стадиона Лужники, затем обратно на Садовое кольцо (обеденные рейсы)
- с369 — от улицы Новый Арбат до Триумфальной площади
- с633 — от Большой Сухаревской площади до площади Красные Ворота (только по внутренней стороне)
- с910 — от Калужской площади до улицы Новый Арбат
- с932 — от Серпуховской площади до Павелецкой площади
- 024 — от Курского вокзала до площади Земляной Вал
- 40 — от площади Земляной Вал до Николоямской улицы
- 78 — от улицы Казакова до площади Земляной Вал
- 220 — небольшой участок от Смоленской площади до улицы Новый Арбат
- 239 — от Смоленской площади до Триумфальной площади
- 379 — от Крымской площади до Кудринской площади
- 447 — от Самотёчной площади до Долгоруковской улицы
- 538 — от Космодамианской набережной до Серпуховской площади
- 913 — небольшой участок по Павелецкой площади
- н8 — от Садовнической улицы до Серпуховской улицы